# 機能別消防団員
機能別消防団員（きのうべつしょうぼうだんいん）とは、能力や事情に応じて特定の活動にのみ参加する消防団員。時間帯を限定した活動や特定の災害種別にのみ活動し、消防団の活動を補完する役割を期待されている。通常の消防団員との区別を図るため、通常の消防団員は基本団員、機能別消防団員は機能別団員などと通称される。

## 概要
地域防災力の主たる役割を担ってきた消防団は、地域住民により構成された公共機関として活動してきた。しかし、地域の都市化や住民層のサラリーマン化、核家族化により地域コミュニティの衰退が指摘され、その影響により消防団もその構成員たる消防団員の確保が困難となった。全国に3000を越える消防団は1952年の209万人をピークに、近年は団員の高齢化による退団と若い世代、新しい住民層からの入団者減少により、現在では89万人程度に低迷しているとされる。
そこで、政府における消防行政の所管官庁である総務省消防庁が2005年1月26日、「消防団員の活動環境の整備について」という通知を発し、減少している消防団員の現勢を100万人規模に回復させるとともに、サラリーマン増加により消防団活動に参加しにくい住民層にも個々人の事情に対し、より配慮した参加の機会を拡げるため、特定の活動にのみ参加することとされる機能別消防団員制度を設置することを新たな団員の獲得に向けた施策として打ち出した。

## 特徴
機能別消防団員制度は、より多くの団員の獲得を図るとともに、様々な職業上の技術を以って消防団活動に貢献できる職種の新設により、既存の消防団制度をより臨機応変な対応力を付与する制度とすることを目的として制定された。
特に近年、水害や大地震などの災害の大規模化社会の職業構成に占めるサラリーマン層（いわゆるサラリーマン団員）の増加、または地方分権の推進による新たな地域協働の可能性が広がってきた中で、こうした地域の環境変化に対応することが期待されている。
これまでの消防団は地域住民を主体として主に操法訓練や地域の行事の手伝いなど、恒例行事化した活動への参加中心であったところも多く、その古い体質への批判も少なからず存在したことも事実である。
そこで、従来の制度の中でも市町村独自の取り組みとして、音楽の演奏に特化した消防団員を採用する音楽分団及びラッパ分団（いわゆる音楽隊員）、さらにバイク隊や女性隊（女性分団並びに女性部）など団員の個人が有する技能を重視した組織編制を行う事例は見られ、こうした事例が実績を挙げていく中で国の消防行政を所管する総務省消防庁がより団員の有する事情に配慮するとともに団員の個性や技能を活かした消防団制度への変革を期して、当該機能別消防団員制度を発足させたものである。
機能別消防団員は特定の活動に特化したグループをつくることで消防団としての専門的な技能集団を形成したり、自主防災組織のリーダーを団員として迎えたりと、災害時のみ限定的に参加する団員を確保することなどの方策も検討されており、今後、地方分権社会の中で住民参加型の防災まちづくりへの課題が重視されつつある中では、具体的なビジョンの骨格をつくる土台としても注目されている。

### 運用事例
こうした状況の中、早くも機能別団員の先進的な事例となったものとして、愛媛県松山市消防団などの取り組みが注目を集めている。同消防団では、日ごろ、地域への郵便物配達の業務により地域の状況に長けた郵便局員との連携を図り、郵便局員が消防団員を兼任する郵政消防団員という部隊を創設している。さらに、松山市消防団では市内に在住・通学する大学生を対象として大学生消防団員の制度を設け、消火活動はしないが、主に負傷者への応急措置や外国人への通訳を担う要員として任用する道を開いている。これによって、消防団活動に多様な参加の機会と方法を拡大し、これまで獲得困難とされた若い世代の参加の機会を開くこととなった。
このように今後、機能別消防団員制度の活用次第では、松山市の郵政消防団員、学生消防団員以外のあらゆる業種とのタイアップの可能性も出てこよう。今後のコミュニティがどのように変化し、かつ消防団がその中でどのような役割を果たしていくか。近年の地方分権の推進、三位一体の改革という流れの中で一層の可能性であるとともに地域の安全に向けた課題であるといえる。
今日では日本最大の消防本部である東京消防庁管内、即ち東京都特別区及びその周辺の消防団でも、機能別消防団員を技能団員と称して導入の方向へと向かいつつあり、その他の市町村においても次第に機能別消防団員制度の活用例が散見されるようになってきた。今後、全国においても機能別消防団員には今後制度そのものが定着するか、または災害時に機能するか、基本団員と機能別団員との関係において問題は生じないかなど懸念の声もなくはないが、こうした諸々の課題を克服しつつ、現代の地域社会に適応した制度として定着していくことが期待されている。しかし、こうした事例は依然と稀少であり、機能別消防団員制度が、これからの消防団のあり方に如何に寄与するのかはこれからの課題といえる。

## 階級
機能別消防団員は、あくまで日本の消防団における一制度であり、その階級は消防団のそれに準拠している。以下の表では通常の消防団員と同様の7階級を掲示しているが、これは水上消防団員などのように基本団員と同様の階級運用を予定している職種もあるため、すべて掲載している。
しかし、機能別消防団員は特定の技能及び任務にのみ寄与することとされていることから、その階級は通常の消防団員（基本団員）と同じではなく、昇任を予定しない階級の固定化を図る職種もあり、その幅は大きく制限しているのが特徴である。なお、機能別消防団員制度では、事業所ごとに設置している自衛消防組織を以って消防団の分団として編成する事業所分団の設置も可能とされ、事実上、分団長を最高位とする団員までの5階級の間で運用されることが想定される。
| 階級     | 職種                                                                             |
| -------- | -------------------------------------------------------------------------------- |
| 団長     | なし                                                                             |
| 副団長   | なし                                                                             |
| 分団長   | 勤務地消防団（企業分団）の分団長、消防団・危機管理アドバイザー、水上消防団員など |
| 副分団長 | 勤務地消防団（企業分団）の副分団長、水上消防団員など                             |
| 部長     | 指導者団員、消防団・危機管理アドバイザー、水上消防団員、その他                   |
| 班長     | 職団員OB団員、水上消防団員など                                                   |
| 団員     | 大規模災害団員、その他                                                           |

## 機能別消防団員の類型
以下は機能別消防団員の設置に関する基本的要件及び機能別消防団員を任命するにあたり、有効と考えられる機能別消防団員のモデルケースを類型化したものである。即ち、以下の表は政府（総務省消防庁）が機能別消防団員制度の発足にあたり、例示した参考例であり、基本的に機能別消防団員の設置及び設置すべき職種や任用の条件はあくまで消防団を設置する市町村ないし消防団が設定するものである。

### 機能別消防団員
機能別消防団員はその地域性や住民の特性・事情・能力に鑑み、各消防団がその地域に適した機能別分団及び機能別団員の制度の設置及び任命を検討するものである。機能別消防団員を任用するにあたっての対象、役割、階級、被服、任用の要件、処遇は各消防団が独自に設定することが可能であり、地域の実情に即した運用が期待される。
- 【対象】　　目的により対象者を制限することが可能
- 【役割】　　各消防団で役割・活動を設定
- 【身分】　　非常勤の特別職地方公務員（基本団員と変わらず）
- 【階級】　　各消防団で設定（基本団員とは区別し、階級固定、上位の階級への補職制限可能）
- 【被服】　　活動内容により消防団が設定
- 【要件】　　担当する役割に対する最低限の知識・技術の要求が可能
- 【処遇】　　年額報酬を基本団員より低く設定することが可能、日額報酬も可能、出動手当、公務災害補償、退職金は基本団員に同じ

### 消防団・危機管理アドバイザー
消防機関だけでは対応困難な災害などに対して、専門技術を有する事業所や大学等の知識と経験を取り入れるため、これらの教員ないし職員を消防団員に迎える制度。
- 【対象】　　危機管理対策にかかる事業所・大学等
- 【特徴】　　災害対策の助言、行政・住民等の防災知識意識の高揚
- 【役割】　　消防・危機管理のアドバイス
- 【身分】　　非常勤の特別職地方公務員（基本団員と変わらず）
- 【階級】　　分団長ないし部長
- 【被服】　　活動時のみ支給
- 【要件】　　危機管理対策にかかる事業所・大学等の専門家
- 【処遇】　　基本団員の分団長・部長よりも低額な報酬、出動報酬は市町村の講師謝礼金を勘案した額、その他災害補償、退職金等は基本団員に準ずる

### 指導者団員
職団員OB団員のうち、訓練指導者に適した者を団員の指導を担当する団員として採用する制度。訓練の少ない消防団や地域の防災訓練の指導者が不足している消防団などで期待される。
- 【対象】　　消防吏員・消防団員の管理職経験者
- 【役割】　　消防団員や地域住民の訓練指導
- 【身分】　　非常勤の特別職地方公務員（基本団員と変わらず）
- 【階級】　　部長
- 【被服】　　活動時のみ貸与
- 【要件】　　消防吏員経験者は消防司令以上の階級にあった者、消防団員経験者は分団長以上の階級にあった者
- 【処遇】　　報酬は日額支給、金額は団員と同額、公務災害も基本団員同様に補償される。退職金は団員は年限継続して換算する。吏員OBや一時退団した団員は新規に年限を換算

### 職団員OB団員
消防吏員・消防団員のOBを採用し、特定の災害任務だけに従事させる制度。サラリーマン団員の増加により昼夜間活動できないケースが多くなり、災害時の要員確保が難しい消防団も増えていることから、引退した人を対象として採用する制度。
- 【対象】　　消防吏員・団員経験者
- 【役割】　　特定の災害（大規模災害含む）、行事、訓練
- 【身分】　　非常勤の特別職地方公務員（基本団員と変わらず）
- 【階級】　　一定の階級に固定
- 【被服】　　活動時のみ貸与
- 【要件】　　一定の経験を有するか、一定の階級にあった者、災害時に十分な知識と技術を有することが期待される
- 【処遇】　　報酬は日額支給、金額は団員と同額、公務災害も基本団員同様に補償される。退職金は職団員となってからの年限から換算

### 大規模災害団員
大規模災害のみに任務を特定した団員を採用する制度。消防団と自主防災組織の連携の必要性から、こうした地域の防災リーダーの入団を促す方向にある。大規模災害時に現有団員だけでは十分でない消防団において期待されている。活動範囲を制限することで団員確保は容易となるが、基本団員よりも経験不足となることは否めず、一定の訓練等は必要になる。
- 【対象】　　地域住民及び勤務者
- 【役割】　　大規模災害時のみ
- 【身分】　　非常勤の特別職地方公務員（基本団員と変わらず）
- 【階級】　　団員の階級に固定（上位の階級への補職はなし）
- 【被服】　　活動服のみ貸与
- 【要件】　　入団時または一定の訓練の受講
- 【処遇】　　報酬は日額支給、金額は団員と同額、公務災害も基本団員同様に補償される。退職金は団員の階級に合わせた勤続年限を換算

### 勤務地団員
日中、管内地域を職場として働いている勤務者を対象とした制度。事業所ごとに分団等も設置可能。一定の危険物を取り扱う事業所にあっては消防法において自衛消防組織の設置を義務付けていることから、こうした企業を中心に一般の事業所まで波及させるのが課題とされる。
- 【対象】　　管内事業所勤務者（自衛消防組織職員など）
- 【役割】　　入団時に定めた活動
- 【身分】　　非常勤の特別職地方公務員（基本団員と変わらず）
- 【階級】　　一定の階級に制限可能
- 【被服】　　活動内容により決定
- 【要件】　　入団時または一定の訓練の受講
- 【処遇】　　報酬は日額支給、金額は団員と同額、公務災害も基本団員同様に補償される。退職金は基本団員に同じ

### 情報収集団員
- 大規模災害に際し、宅配業者、郵便局、新聞配達業などの有する地域の情報収集能力を活用し、災害情報の収集と消防団における指示伝達、避難住民の誘導を行う制度。

- 【対象】　　宅配業者・郵便局・新聞配達業
- 【特徴】　　地理を熟知、地域の状況に精通、機動力
- 【役割】　　災害情報収集、指示伝達、避難誘導
- 【身分】　　非常勤の特別職地方公務員（基本団員と変わらず）
- 【組織】　　団本部付
- 【階級】　　一定の階級に固定（上位の階級への補職はなし）
- 【被服】　　活動時のみ支給
- 【要件】　　入団時に一回程度の研修・訓練
- 【処遇】　　出動時に日額報酬、出動報酬、災害補償は基本団員に準ずる。退職金は階級と勤続年限に応じ支給

### 予防広報団員
- 【対象】　　女性（婦人防火クラブリーダー）、音楽演奏能力のある者、自動二輪車運転免許取得者、役場職員など
- 【特徴】　　広報宣伝
- 【役割】　　広報活動に専念し、住民の防災意識と知識習得に貢献
- 【身分】　　非常勤の特別職地方公務員（基本団員と変わらず）
- 【組織】　　団本部付
- 【階級】　　団員
- 【被服】　　制服・活動服を支給
- 【要件】　　女性分団（または女性部）の場合は女性、音楽分団（または音楽部、音楽隊、ラッパ隊）では、演奏能力をゆうする者、バイク隊などでは、自動二輪車運転免許取得者、その他機能別分団の特性による
- 【処遇】　　 報酬は年額報酬とし、基本団員より低額

### 大規模災害対応団員
大規模災害時に際し、防災関連民間ストックである事業所の重機及び特殊車両を活用により、倒壊家屋、土砂崩れに伴う生き埋め被災者の救出に対応する。
- 【対象】　　建築業
- 【特徴】　　重機等の特殊車両の提供
- 【役割】　　倒壊家屋、土砂崩れに伴う生き埋め被災者の救出
- 【身分】　　非常勤の特別職地方公務員（基本団員と変わらず）
- 【組織】　　団本部付
- 【階級】　　一定の階級に固定（上位の階級への補職はなし）
- 【被服】　　活動時のみ支給
- 【要件】　　入団時に一階程度の研修・訓練
- 【処遇】　　出動時に日額報酬、出動報酬、災害補償は基本団員に準ずる。退職金は階級と勤続年限に応じ支給。その他、重機使用の謝礼金を勘案

### 水上消防団員
水上における消防活動に際し、防災関連民間ストックを活用し災害対応力を強化する
- 【対象】　　海運事業所
- 【特徴】　　船舶の等提供、船舶操作技術の提供等
- 【役割】　　水上における消防活動
- 【身分】　　非常勤の特別職地方公務員（基本団員と変わらず）
- 【組織】　　団本部付
- 【階級】　　一定の階級に固定（上位の階級への補職はなし）、若しくは基本団員と同様
- 【被服】　　活動時のみ支給
- 【要件】　　入団時に一階程度の研修・訓練
- 【処遇】　　出動時に日額報酬、出動報酬、災害補償は基本団員に準ずる。退職金は階級と勤続年限に応じ支給。その他、重機使用の謝礼金を勘案

宮崎市消防団では機能別消防団として水上バイク愛好者にて編成した水上バイク分団が存在する

### 林野火災対応団員
林野火災において、森林を熟知した林野関連事業所の従業員により、山道などの情報収集や大規模な山火事に対し、林野関連事業所の資機材を活用した防火帯の作成を期するため、設けられた制度。未だ実現に至っていない制度であるが、今後の普及が期待される。
- 【対象】　　林野関連事業所、森林組合
- 【特徴】　　森林に精通、地理情報、入山状況の収集、伐採関連技術、その他資機材と操作方法の提供
- 【役割】　　林野関連事業所の有する資機材を活用した防火帯の作成
- 【身分】　　非常勤の特別職地方公務員（基本団員と変わらず）
- 【組織】　　団本部付
- 【階級】　　一定の階級に固定（上位の階級への補職はなし）
- 【被服】　　活動時のみ支給
- 【要件】　　入団時に一階程度の研修・訓練
- 【処遇】　　出動時に日額報酬、出動報酬は基本団員の分団長、部長よりも低額、災害補償は退職金は基本団員に準ずる

## 資料
- 地域防災力強化に向けた消防団の取組事例（PDF）
- 今後の施策の展開方策（PDF）
- 今後の施策と展開方策（PDF）
- 消防団員の活動環境整備の在り方（PDF）
- 消防団の充実強化と活性化（PDF）
- 総務省報道資料 消防団員確保の更なる推進（PDF）
- 松山市消防局 機能別消防団員「大学生防災サポーター」の誕生（PDF）
- 機能別分団「OB分団」の紹介（長野県伊那市）（PDF）